# Kutleš
Kutleš (cyr. Кутлеш) – wieś w Serbii, w okręgu jablanickim, w mieście Leskovac. W 2011 roku liczyła 560 mieszkańców.